# Спомен-кућа Славка Жупанског
Спомен-кућа Славка Жупанског налази се у Зрењанину, у Светосавској улици број 4. Припада заштићеном амбијенту Старог градског језгра Зрењанина. У кући живео и радио др Славко Жупански, угледни зрењанински адвокат, политичар, вођа српског националног покрета у Банату, оснивач Српског народног одбора у Великом Бечкереку 1918. године.

## Архитектура
Кућа је приземна, са два дворишна крила, на чијој се десној страни уличне фасаде налази ајнфорт капија. Кућа је изграђена у другој половини 19. века, али је 1920. године реконструисана по пројекту архитекте Драгише Брашована, у стилу необидермајера. Фасада је декорисана гипсаним украсима у стилу класицизма: гирландама, цветовима и листовима акантуса, маскероном Меркура. Скоро идентичне гипсане украсе Брашован је користио приликом реконструкције зграде Српске банке у Великом Бечкереку исте године. Реконструкцију куће по Брашовановом пројекту наручио је Славко Жупански, тадашњи жупан Торонталско-тамишке жупаније (1918—1919). Истовремено, Славко Жупански био је ожењен Аницом, сестром Драгише Брашована.
Улична фасада је делимично изгубила оригинални изглед након продаје дела куће и њеног претварања у пословни простор.
На кући је приликом обележавања 80. годишњице формирања првог Српског народног већа у Војводини постављена спомен-плоча са текстом:
```
У ОВОЈ КУЋИ ЈЕ ЖИВЕО

ДР. СЛАВКО

ЖУПАНСКИ

ПРЕДСЕДНИК ПРВОГ СРПСКОГ
 

НАРОДНОГ ВЕЋА У ВОЈВОДИНИ

ОСНОВАНОГ У НАШЕМ ГРАДУ

31.10.1918. ГОДИНЕ.

ЗАХВАЛНИ НАРОД

31.10.1998.
[
3
]
```

## Депанданс музеја
Након смрти Вјекославе Жупански, снаје др Славка Жупанског, 2015. године, наследници и потомци породице Жупански обратили су се Граду Зрењанину 2018. године, како би кућу са делом инвентара понудили на откуп. Народни музеј Зрењанин је подржао иницијативу, након чега је Град Зрењанин кућу откупио и пренео на управљање и коришћење Народном музеју Зрењанин. На кући су током 2022. године отпочели радови на реконструкцији.